# Pseudacris cadaverina
Espèce
Synonymes
- Hyla nebulosa Hallowell, 1854 nec Spix, 1824
- Hyla cadaverina Cope, 1866
- Hyla californiae Gorman, 1960

Statut de conservation UICN

 LC  : Préoccupation mineure
Pseudacris cadaverina est une espèce d'amphibiens de la famille des Hylidae.

## Répartition
Cette espèce se rencontre du niveau de la mer jusqu'à environ 2 290 m d'altitude dans le sud-ouest de la Californie aux États-Unis et dans le nord de la Basse-Californie au Mexique,.

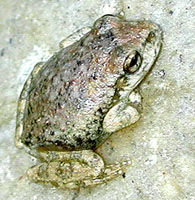

## Publications originales
- Cope, 1866 : On the structures and distribution of the genera of the arciferous Anura. Journal of the natural sciences, Philadelphia, sér. 2, vol. 6, p. 67-97 (texte intégral).
- Gorman, 1960 : Treetoad studies, I. Hyla californiae, new species. Herpetologica, vol. 16, p. 214-222.
- Hallowell, 1854 : Descriptions of new Reptiles from California. Proceedings of the Academy of Natural Sciences of Philadelphia, vol. 7, p. 91–97  (texte intégral).